# The Magazine of Fantasy and Science Fiction
The Magazine of Fantasy and Science Fiction (in seguito Fantasy & Science Fiction, generalmente abbreviato in F&SF) è una longeva rivista di narrativa fantasy e fantascienza statunitense in formato digest, pubblicata per la prima volta nel 1949 dall'editrice Mystery House e in seguito dalla Fantasy House; entrambe erano sussidiarie delle Mercury Publications di Lawrence E. Spivak, che a sua volta divenne l'editore nel 1958. La Spilogale, Inc. pubblica la rivista dal 2001. Dal numero di aprile/maggio 2009 è pubblicata a cadenza bimestrale con 256 pagine per numero.
Nelle pagine della rivista, edita ininterrottamente da 65 anni, sono apparsi classici del genere quali Fiori per Algernon di Daniel Keyes, Un cantico per Leibowitz di Walter M. Miller e La torre nera di Stephen King.
La rivista Fantasy & Science Fiction ha avuto edizioni in varie lingue ed è pubblicata in francese e in lingua italiana (dal 2013 da Elara libri).

## Testata
Iniziò come The Magazine of Fantasy (autunno 1949), con Anthony Boucher e J. Francis McComas come curatori editoriali. Per comprendere l'intero spettro della narrativa speculativa, il titolo fu ampliato in The Magazine of Fantasy and Science Fiction con il secondo numero. La cadenza quadrimestrale divenne bimestrale con la quinta uscita (dicembre 1950). Con il passaggio alla e commerciale, divenne The Magazine of Fantasy & Science Fiction con il sesto numero (febbraio 1951), ritornando a The Magazine of Fantasy and Science Fiction quando divenne mensile con il numero 17 (ottobre 1952). La e commerciale riapparve nel maggio 1979 e il titolo fu infine abbreviato a solo Fantasy & Science Fiction con il numero di ottobre 1987. Con l'uscita di aprile/maggio 2009, da mensile tornò a essere una pubblicazione bimestrale.

## Anni quaranta e cinquanta
Alla metà degli anni quaranta, McComas fu co-curatore, con Raymond J. Healy, dell'antologia pionieristica Adventures in Time and Space (1946). Il grosso volume, un gigante della Modern Library, introdusse numerosi lettori alla fantascienza quando apparve negli scaffali delle librerie negli anni del secondo dopoguerra. Boucher alla fine del 1940 stava scrivendo copioni radiofonici, ma abbandonò i radiodrammi nel 1948, come spiegò a William F. Nolan, "soprattutto perché stavo impiegando un sacco di ore di lavoro con J. Francis McComas nella creazione di quello che divenne ben presto The Magazine of Fantasy and Science Fiction. L'abbiamo vista germogliare nel 1949 e prendere piede solidamente entro il 1950. Questa è stata una grande sfida creativa, e anche se sono stato coinvolto in un sacco di altri progetti, nel 1958 stavo con F&SF."
Passarono, in realtà, quattro anni da quando Boucher e McComas tentarono di lanciare la loro rivista di fantastico e storie soprannaturali. Inizialmente proposero a Fred Dannay l'idea di una pubblicazione sorella di Ellery Queen's Mystery Magazine. Dannay li raccomandò a Lawrence E. Spivak. Nel gennaio 1946, Boucher e McComas andarono a New York dove si incontrarono con Spivak, che suggerì che si mettessero assieme i contenuti per un numero di prova. Tornando in California, presentarono il loro prodotto l'11 marzo 1946, ottenendo un accordo scritto in agosto.
Nel settembre 1947 Joseph Ferman, il direttore generale delle Mercury Publications, richiese il materiale completo per l'uscita sperimentale della rivista, che doveva essere intitolata Fantasy and Horror (sottotitolata A Magazine of Weird and Fantastic Stories); Boucher e McComas glielo spedirono il mese successivo.
Studiando i dati di vendita di altre riviste in formato digest, Ferman rinviò la pubblicazione. Trascorse un intero anno prima che riattivasse il progetto nel febbraio del 1949, suggerendo l'aggiunta di una storia di fantascienza. Tre mesi più tardi, Ferman venne fuori col nuovo titolo, The Magazine of Fantasy. Il 6 ottobre 1949 la rivista fu presentata in pompa magna nel corso di un pranzo ad invito presso il Waldorf-Astoria, con Basil Rathbone come maestro delle cerimonie.
Cosa Boucher e McComas si sforzavano di raggiungere era una base letteraria di gran lunga al di sopra delle trame in stile pulp e di azione-avventura da molti associata al genere, raggiungendo questo obiettivo concentrandosi sulle ristampe. Eliminando le illustrazioni interne e impostando il testo in una sola colonna lungo la pagina, diedero alla loro pubblicazione l'aspetto di una rivista letteraria. Le prefazioni alle storie che Boucher scriveva erano attentamente calcolate per attirare il lettore sui primi paragrafi delle storie, impostando il tono mentre si fornivano informazioni di base e approfondimenti. Questa fu una delle caratteristiche maggiormente distintive della rivista e alcuni lettori sceglievano di sfogliare tutte le pagine e assorbire tutte prefazioni di Boucher prima di decidere quale storia leggere prima. Nolan, nella dedica iniziale del suo libro 3 to the Highest Power (1968), prese atto della genialità di Boucher per quelle introduzioni illuminanti:
Al momento del debutto della rivista, Spivak era ben noto come moderatore-produttore della trasmissione radiofonica American Mercury Presents: Meet the Press, oltre a pubblicare la poco redditizia rivista The American Mercury, 30 ristampe gialle annuali e il redditizio Ellery Queen's Mystery Magazine, che aveva una diffusione di 200 000 copie. The Magazine of Fantasy fu lanciato con una tiratura di 70 000 copie. Intervistato dal Time sul nuovo compagno dell'Ellery Queen's Mystery Magazine, Boucher previde la pubblicazione mensile e commentò: "Il romanzo poliziesco si sta cacciando in un vicolo cieco di ripetizione. La fantascienza potrebbe essere la prossima grande via di fuga."
La residenza di Boucher a Berkeley (California) al 2643 di Dana Street fungeva da ufficio della rivista e poco dopo l'inizio delle pubblicazioni l'ufficio postale di Berkeley chiamò per informare Boucher che stava istituendo un apposito sacco della posta per tutta la corrispondenza in arrivo, un flusso costante che comprendeva da 80 a 120 manoscritti sottoposti ogni settimana.
The Magazine of Fantasy fu sottotitolato "Un'antologia delle migliori storie fantasy, vecchie e nuove". Quel primo numero offriva infatti una mescolanza di nuovi contributi e ristampe. I nuovi racconti erano scritti da Cleve Cartmill, H.H. Holmes (pseudonimo dello stesso Anthony Boucher), Philip MacDonald, Winona McClintic e Theodore Sturgeon. La storia di Sturgeon L'Hurkle è una bestia felice (The Hurkle Is a Happy Beast) in seguito apparve in varie antologie. Le ristampe erano Men of Iron (1940) di Guy Endore, Perseus Had a Helmet (1938) di Richard Sale, A Bride for the Devil (1940) di Stuart Palmer, L'abbazia di Thurnley (Thurnley Abbey) del 1908 di Perceval Landon, Rooum del 1910 di Oliver Onions e La stanza perduta (The Lost Room, 1858) di Fitz-James O'Brien.
Il secondo numero, ora col titolo The Magazine of Fantasy and Science Fiction, presentava storie di W. L. Alden, Robert Arthur, Ray Bradbury, Robert M. Coates, Miriam Allen DeFord, Anthony Hope, Damon Knight, Kris Neville, Walt Sheldon e Margaret St. Clair, più una collaborazione di L. Sprague de Camp e Fletcher Pratt. Con il racconto di fantascienza G-li gnurr fencono fuori talle pareti (The Gnurrs Come from the Voodvork Out), quel numero introdusse Reginald Bretnor, che divenne l'umorista residente della rivista per molti numeri a seguire, contribuendo con storie come Bug-Getter.
La terza uscita introdusse il ventitreenne Richard Matheson, che fece un'impressione indelebile sui lettori con Nato d'uomo e di donna (Born of Man and Woman), la sua prima storia pubblicata.
Boucher e McComas iniziarono la loro rubrica "Lettura raccomandata" col secondo numero, con entrambi i curatori impegnati nelle recensioni. Dopo l'annuncio dell'agosto 1954 che McComas stava lasciando la rivista per viaggiare e scrivere, Boucher subentrò come l'unico recensore fino alla sua morte nel 1958.
Ai suoi inizi nel 1949 la rivista fu quadrimestrale fino al numero di autunno del 1950. La frequenza delle pubblicazione aumentò divenendo bimestrale nel dicembre 1950 e mensile nel 1952.

## Anni novanta e duemila
Dal 1991 al 2008 furono pubblicati 11 numeri per anno (compreso un "numero doppio per l'anniversario" esteso ogni ottobre). Nel gennaio 2009 l'editore-curatore Gordon Van Gelder annunciò che da aprile la rivista avrebbe ridotto i costi postali passando alla pubblicazione di numeri doppi bimensili, con una perdita netta del 10% di contenuti. "Alla fine, ricaviamo all'incirca gli stessi soldi da un abbonamento elettronico che da uno cartaceo", scrisse Van Gelder il 7 marzo 2009.

## Diffusione
La diffusione mensile nel 2011 era di 14 462 copie. La demografia dei lettori del 2011: 61% maschi, 39% femmine, 52% di età 26-45, 23% 46-55, 93% hanno frequentato il college, 28% hanno un diploma universitario.

## Cronologia dei curatori
- J. Francis McComas, autunno 1949 – agosto 1954
- Anthony Boucher, autunno 1949 – agosto 1958
- Cyril M. Kornbluth, 1958[13]
- William Tenn, 1958[14]
- Robert P. Mills, settembre 1958 – marzo 1962
- Avram Davidson, aprile 1962 – novembre 1964
- Joseph W. Ferman, dicembre 1964 – dicembre 1965 (supervisore del figlio Edward Ferman, che era il curatore editoriale)
- Edward L. Ferman, gennaio 1966 – giugno 1991
- Kristine Kathryn Rusch, luglio 1991 – maggio 1997
- Gordon Van Gelder, giugno 1997 – marzo 2015
- Charles Coleman Finlay, marzo 2015 – presente

## Rubriche
Robert Bloch scrisse una notevole serie di saggi sul fandom negli anni cinquanta. Al seguito di McComas e Boucher vi furono altri critici letterari, tra i quali Alfred Bester, Damon Knight, Avram Davidson, Judith Merril, James Blish, Joanna Russ, Algis Budrys, John Clute, Orson Scott Card, Charles de Lint, Elizabeth Hand and Michelle West. Charles Beaumont, Baird Searles, Harlan Ellison, Kathi Maio e Lucius Shepard si occupavano del cinema e dei media correlati con, per breve tempo, William Morrison come critico teatrale.
Isaac Asimov scrisse una rubrica scientifica per la rivista che apparve senza interruzione per 399 numeri mensili, dal novembre 1958 al febbraio 1992, concludendola due mesi prima della propria morte, quando la sua salute era talmente precaria che dovette dettare l'ultimo saggio alla moglie Janet Asimov. Theodore L. Thomas, Gregory Benford e Pat Murphy contribuirono a loro volta alle rubriche scientifiche. Charles Platt fornì interviste e saggi sulla narrativa speculativa. Diversi scrittori evidenziarono le stranezze letterarie nella rubrica "Curiosità". La rubrica umoristica "Concorsi" fu raccolta da Ed Ferman nell'antologia Oi, Robot. Dal 1956 al 1973 apparve una serie di lunghe barzellette con finale paradossale (shaggy dog story) note come "feghoot", scritte da Reginald Bretnor sotto il suo pseudonimo anagrammato di Grendel Briarton, intitolate Through Space and Time with Ferdinand Feghoot.

## Illustrazioni di copertina
Nel 1950-51 il direttore artistico della rivista George Salter dipinse pressoché tutte le copertine usando un approccio surrealistico e immaginativo che assai appropriato in abbinamento ai diversi contenuti interni. Due eccezioni furono i dipinti astronomici di Chesley Bonestell per i numeri di dicembre 1950 e agosto 1951. A Salter e Bonestell si unì nel 1952 Ed Emshwiller che divenne, nel corso di tre decenni, il più prolifico artista di copertine della rivista.
Con i dipinti di George Gibbons nel numero di agosto 1952, F&SF introdusse una copertina avvolgente, utilizzato più efficacemente Hannes Bok per la sua illustrazione di Una rosa per l'Ecclesiaste  (A Rose for Ecclesiastes) di Roger Zelazny (novembre 1963). Il rilevante artista militare della seconda guerra mondiale e marittimo Jack Coggins, che illustrò quattro copertine nel 1953-54, realizzò anche illustrazioni di copertina per Galaxy Science Fiction e Thrilling Wonder Stories durante lo stesso periodo.
I primi dieci illustratori copertina di F&SF per numero di opere (fino ad aprile 2005) sono stati: Ed Emshwiller (70), Ron Walotsky (60), David A. Hardy (56), Chesley Bonestell (42), Mel Hunter (32), Barclay Shaw (24), Jill Bauman (23), Jack Gaughan (21), Kent Bash (17) e Bryn Barnard (14).
Differentemente dalla riviste compagna Fiction Magazine Venture Science, The Magazine of Fantasy and Science Fiction non ha fatto uso di illustrazioni interne per le storie, fatta eccezione per 14 numeri (aprile-ottobre 1954, settembre-dicembre 1956, settembre 1957 e aprile-maggio 1959), con illustrazioni interne di Ed Emshwiller, Kelly Freas e altri artisti.
La rivista fece tuttavia uso occasionale di vignette come riempitivi per l'ultima pagina di una storia. Gahan Wilson produsse una vignetta per ogni numero per oltre di 15 anni. Sidney Harris era anche un collaboratore frequente dei fumetti, spingendo Budrys a commentare: "Harris è diverso. Harris gioca con la scienza e la tecnologia... ed è divertente."
L'editrice musicale Fantasy Records apparve nel 1949 e la prima etichetta controllata era la casa discografica jazz Galaxy Records, costituita nel 1951. Le due etichette furono battezzate così in onore di F&SF e di Galaxy Science Fiction. The Eureka Years, una storia e antologia della narrativa e della corrispondenza dei primi anni di F&SF, fa l'affermazione che il primo logo di George Salter per la rivista fu imitato dalla Circle Record Company per il logo della loro Fantasy Records. Tuttavia, il primo logo della Fantasy Records in realtà ricorda poco la calligrafia di Salter.

## Autori e storie di rilievo
- Una giornata qualsiasi, con noccioline (One Ordinary Day, with Peanuts, 1955) di Shirley Jackson.
- Un cantico per Leibowitz (A Canticle for Leibowitz, 1957) di Walter M. Miller, Jr. I romanzi brevi furono incorporati in un romanzo e in seguito riaadattati in radiodrammi della NPR.
- Il romanzo Fanteria dello spazio di Robert A. Heinlein (Starship Troopers, ottobre, novembre 1959, pubblicato a puntate come Starship Soldier).
- Fiori per Algernon (Flowers for Algernon, 1959) di Daniel Keyes, racconto lungo vincitore del premio Hugo da cui sono state tratte varie opere radiofoniche, televisive e cinematografiche, tra cui I due mondi di Charly (Charly, 1968).
- La bottega marziana (The Martian Shop, 1959) di Howard Fast[18]
- Il racconto Harrison Bergeron (1961) di Kurt Vonnegut.
- Il romanzo breve Brutto incontro a Lankhmar (Ill Met in Lankhmar, 1970) di Fritz Leiber, che vinse il Premio Nebula per il miglior romanzo breve 1970 e il Premio Hugo nella stessa categoria del 1971.
- I racconti L'uccello di morte (The Deathbird, 1973) e Jeffty ha cinque anni (Jeffty is Five, 1977) di Harlan Ellison, che produsse sia una rubrica regolare sui film sia molte delle migliori storie della rivista.[19]
- La serie di racconti de La torre nera di Stephen King, che comprendono L'ultimo cavaliere (The Dark Tower: The Gunslinger, 1982), pubblicato inizialmente come serie di racconti dall'ottobre 1978 al 1981.
- Le ali della mente (On Wings of Song, 1979) di Thomas M. Disch fu la prima storia a puntate fantasy o fantascientifica a essere candidata all'American Book Award. Il racconto lungo di Disch Il bravo piccolo tostapane. Una favola per elettrodomestici (The Brave Little Toaster, 1980) divenne un film d'animazione della Hyperion Pictures nel 1987, Le avventure del piccolo tostapane.

## Numeri speciali monografici
F&SF mise assieme oltre una dozzina di numeri monografici dedicati a singoli autori, a partire da quello di Theodore Sturgeon (settembre 1962), seguito da Ray Bradbury (maggio 1963), Isaac Asimov (ottobre 1966), Fritz Leiber (luglio 1969), Poul Anderson (aprile 1971), James Blish (aprile 1972), Frederik Pohl (settembre 1973), Robert Silverberg (aprile 1974), Damon Knight (novembre 1976), Harlan Ellison (luglio 1977), Stephen King (dicembre 1990), Lucius Shepard (marzo 2001), Kate Wilhelm (settembre 2001), Barry N. Malzberg (giugno 2003) e Gene Wolfe (aprile 2007).

## Antologie
Nel 1952 Boucher e McComas diedero inizio alla loro serie antologica in brossura, The Best from Fantasy and Science Fiction. Inizialmente pubblicata dalla Little Brown, la serie passò alla Doubleday nel 1954. La Ace pubblicò edizioni economiche successive. Dopo i primi tre volumi della serie, McComas se ne andò, lasciando Boucher come unico curatore. Infine la serie non fu più pubblicata annualmente per apparire invece in modo irregolare. Più di recente i libri sono divenuti antologie a tema, a cura di Gordon Van Gelder. In precedenza Ed Ferman aveva curato The Best Horror Stories from Fantasy and Science Fiction assieme con Anne Devereaux Jordan durante il suo periodo d'incarico come curatore (edizione italiana: Tenebra antica e altre storie dell'orrore dal «Magazine of Fantasy & SF», Oscar Horror 18, Mondadori, 1992). Nel 2009 Van Gelder compilò The Very Best of Fantasy & Science Fiction: Sixtieth Anniversary Anthology, includendo storie di F&SF che vanno dal 1951 (Del tempo e della Terza Strada / Of Time and Third Avenue di Alfred Bester) al 2007 (Il mercante e il portale dell'alchimista / The Merchant and the Alchemist's Gate di Ted Chiang).

## Edizioni in altre lingue

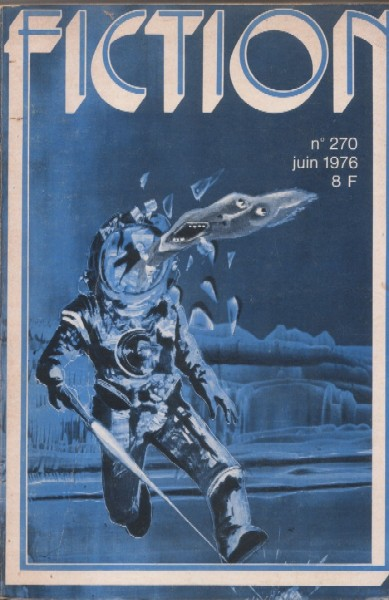
Copertina del n° 270 (giugno 1976) di Fiction, l'edizione francese di The Magazine of Fantasy and Science Fiction. Illustrazione di Philippe Legendre-Kvater.

La rivista statunitense ha un'edizione britannica e ha avuto edizioni in varie lingue: francese, italiano, russo, ceco, polacco e israeliano.
In Francia è stata pubblicata col titolo Fiction dal 1953 al 1990 dalle Éditions OPTA di Parigi; è stata rilanciata in forma semestrale nel 2005 per le edizioni Les Moutons électriques e al 2014 è tuttora pubblicata, curata da Andre-Francois Ruaud.
Dal 2006 al 2011 è stata pubblicata un'edizione in lingua ceca della rivista.

### In Italia
In Italia Garzanti Editore acquisì nel 1952 i diritti di The Magazine of Fantasy and Science Fiction pubblicando dal 1954 al 1955 la rivista Fantascienza (che malgrado il nome comprendeva anche storie fantastiche); si trattava di una pubblicazione assai curata - arricchita, differentemente dall'originale, anche da illustrazioni interne - ma di scarso successo: durò solo sette numeri.
In seguito la rivista mensile Fantasia e Fantascienza, edita dalla Minerva Editrice di Milano per meno di un anno tra il dicembre 1962 e l'ottobre 1963 per un totale di 10 numeri, ha pubblicato una selezione di contenuti tratta dalla rivista statunitense.
Nel giugno 2013 è iniziata la pubblicazione della rivista in edizione italiana da parte di Elara libri di Bologna, sotto la direzione di Armando Corridore (circa 10 numeri all'anno, distribuiti solo in edicola e non per abbonamenti). In ogni numero si mescolano storie recenti dall'edizione statunitense ad altre classiche più datate, autori poco sconosciuti e grandi maestri.